# Portrait (album của Uyên Linh)
Portrait là album phòng thu thứ ba của ca sĩ Uyên Linh, được phát hành vào ngày 16 tháng 11 năm 2017 bởi Công ty TNHH giải trí âm nhạc Đức Trí. Album được sản xuất bởi chính Linh, là sự tổng hòa từ các cá tính, tư duy âm nhạc và nhiều câu chuyện khác nhau để khắc họa chân dung người phụ nữ khi trải qua một mối tình, bao gồm 9 ca khúc là các sáng tác của Phạm Hải Âu, Trang, Việt Anh, André Ngo, Phạm Toàn Thắng, Linh Lan, Giáng Son và Trần Nhật Hà.
Portrait là sự trưởng thành tự thân cùng những tháng ngày lặng lẽ đi tìm tiếng hát thực sự từ bên trong, đây được coi là bước chuyển mình của cô từ địa hạt ballad sang blue jazz và R&B, cũng là album hay nhất trong sự nghiệp của Uyên Linh.
Portrait là một sản phẩm thành công về mặt đón nhận và chuyên môn của Uyên Linh, giúp cô nhận được một đề cử quan trọng tại Giải thưởng Âm nhạc Cống hiến năm 2018 ở hạng mục "Album của năm". Ngoài ra, cô còn được đề cử "Album âm nhạc được yêu thích nhất" và "Ca sĩ có hoạt động đột phá" của We Choice Awards 2017.
Tại Việt Nam, khi tình trạng phát hành album dần hiếm hoi, Portrait và các đĩa nhạc ra mắt cùng thời điểm đã mở đường cho xu hướng sản xuất album trở lại.

## Hoàn cảnh ra đời
Bước ra từ cuộc thi Thần tượng âm nhạc: Vietnam Idol (mùa 3), Uyên Linh đã ra mắt album đầu tay Giấc mơ tôi (2012), Ước sao ta chưa gặp nhau (2014) và liveshow Người hát tình ca. Ba năm sau, cô trở lại với một sản phẩm âm nhạc hoàn chỉnh. Portrait ra đời khi trái tim và tâm hồn cô đã 'hoàn toàn bình thản' (Cô từng trải qua mối tình 5 năm với Dũng Đà Lạt trước đó).
Khi đó, Linh đã trải nghiệm, cảm nhận cuộc sống và âm nhạc bằng mọi giác quan và trong trẻo nhất có thể, nhưng theo cô 'cũng cần độ sâu sắc nhất định'. Điều đó cần thời gian để thẩm thấu, tạo dựng và truyền cảm hứng. Cô cho rằng tiến độ để ra mắt một sản phẩm âm nhạc đã vừa lòng. Linh chọn cách chinh phục vào những bộ phận khán giả riêng biệt chứ không chạy theo xu hướng số đông.

## Sản xuất

### Thu âm
Trong 3 năm, Uyên Linh đi vòng quanh thế giới và các ca khúc đã xuất hiện trong từng chuyến đi. Sau nhiều lần nghe, Linh để cho những bài hát thấm sâu vào cảm xúc và tự tập hát.
"Mỗi ca khúc Uyên Linh đã tự thầm thì với bản thân mình biết bao nhiêu lần, ở khắp mọi nơi, từ Sài Gòn dung dị, tới Hà Nội đầy nỗi đau, từ Washington DC hay Las Vegas đầy cám dỗ đến Paris diễm lệ, hay trên đỉnh Vạn Lý Trường Thành của quyền lực vô thiên cho tới cầu Tình yêu Praha vụn vỡ[...]"
Từng nhạc sĩ đã gửi Uyên Linh bản demo do chính họ thể hiện. Bắt đầu từ "Khoảng trống", cô đã lựa chọn các bài hát khác xung quanh để đi theo mạch liền của đĩa nhạc. Mỗi ca khúc đều được Linh kiên nhẫn tìm kiếm bản phối hoàn hảo. Trong đó, 4 ca khúc được chính tác giả hòa âm. Trong quá trình thu âm, cô nâng niu cả những lỗi vụng, thô cứng và mạnh trong giọng hát. Nhạc sĩ Đức Trí là người chịu trách nhiệm phụ trách mastering. Những ngày sản xuất đĩa, Linh luôn trong trình trạng mệt mỏi vì lo. Nhưng cô lại 'nghiện' cảm giác đó, cô thấy như đang được sống với chính mình

### Dấu ấn nghệ sĩ
Đây là album đầu tiên Uyên Linh đứng độc lập với vai trò là một nhà sản xuất âm nhạc. Quá trình thực hiện gặp nhiều khó khăn nhưng nó đã giúp cô học hỏi. Cô chọn bài, nhờ người phối khí, chắt lọc.
Phần biên tập được sắp xếp bởi chính Linh. "Trái tim mông lung" đặt chính giữa. Chia Portrait thành hai phần. Nửa đầu album là một hình ảnh cô gái thất tình nhưng không tuyệt vọng hay bi lụy. Cô vẫn giữ được niềm tin về tình yêu và hạnh phúc, hướng về tương lai thay vì chôn mình trong quá khứ, trong "Mơ hoa hồng". Ở "Đại lộ tan vỡ", cô cũng đanh thép, quyết liệt trong tình yêu, mạnh mẽ nhưng không hề yếu đuối, "sẵn sàng ném tình cảm qua ô cửa". Khi con tim bắt đầu mông lung, không thể tiếp tục đấu tranh với những nỗi đau thì lại nhớ người yêu cũ. Nửa cuối của đĩa nhạc trải dài bằng nỗi nhớ, sự trống vắng, khao khát bắt đầu lại tất cả như ngày xưa.

### Nhan đề
Tựa Portrait dịch ra tiếng Việt là Chân dung, vẽ nên một con người bản lĩnh và trưởng thành. Cô nhận định rằng: "Linh thấy chữ Portrait cô đọng và phù hợp cho ý tưởng của mình lần này."

## Sáng tác
– Uyên Linh nói về việc lựa chọn ca khúc

### Mơ hoa hồng
"Mơ hoa hồng" là ca khúc được sáng tác bởi nhạc sĩ Phạm Hải Âu. Ca khúc không trực tiếp nói về tình yêu miêu tả khát khao hạnh phúc theo một cách tình tứ, kín đáo: "Có những lúc tôi mơ đến yên vui mỗi ngày/ Đón ánh nắng cho căn gác với những bông hoa/ Có những lúc tôi nghĩ đến tương lai sớm chiều". Cùng với "Đại lộ tan vỡ" là những ca khúc mà nhạc sĩ đặt nhiều tâm tư, sự trải đời của chính mình.
Năm 2018, phiên bản khác của ca khúc đã được chọn để làm nhạc phim truyền hình Trang trại hoa hồng (35 tập), đạo diễn bởi Dương Nam Quan trên Đài Truyền hình Việt Nam.

### Bài hát của em
– Uyên Linh nhận xét về Trang
"Bài hát của em" là một sáng tác của ca sĩ kiêm nhạc sĩ indie Trang. Bài hát được viết vào thời điểm khi Trang được bạn mình hỏi: "Sao những lúc buồn Trang không tự hát bài hát của mình, mà cứ hát bài hát của người khác thế?". Nhớ lại nỗi buồn của một chuyện tình yêu đã lâu, tại nhà tối hôm đó Trang đã viết nên ca khúc. Quản lý của Trang sau đó đã gửi Uyên Linh bản demo của "Bài hát của em", kèm theo lời nhắn "Hy vọng bài này sẽ là bài hát của Linh".
"Bài hát của em" đến gần như muộn nhất trong album, Uyên Linh nhận thấy đây là ca khúc có nhiều màu sắc và có thể 'kiêm' nhiều nhiệm vụ. "Nhiệm vụ làm 'mềm' tai nghe, lên sân khấu có 'đất' để biểu diễn, có thể quay mv và mô tả Uyên Linh. Có hai phần trong ca khúc, phần đầu miêu tả một cô gái ngây thơ, phần sau cô gái bớt ngây thơ một chút nhưng nó vẫn có sự dữ dội ngầm", Linh mô tả. Nên khi lần đầu tiên nghe bản demo, cô đã nói với người quản lý để giữ lấy ca khúc. Thay vì nhờ một nhạc sĩ nổi tiếng, cTrang1dành cho Trang cơ hội để hòa âm cho ca khúc như là bước đầu để bước chân vào giới chuyên nghiệp.
Uyên Linh đã không biết rằng "Bài hát của em" đã được Trang đưa vào EP Người tình (2017), mang đi biểu diễn và được nhiều bạn trẻ biết đến trước đó. Cô đã chọn ca khúc như là một đĩa đơn thứ hai để mở đường cho album. Đến ngày tung trailer video âm nhạc, Trang đã gỡ các bản thu của mình trên mạng. Sau khi phát hành, đã có những sự so sánh với bản thu mà chính tác giả từng thể hiện trước đó. Họ yêu thích sự mộc mạc, giản dị của tác giả. Còn Linh lại thể hiện "Bài hát của em" với nhiều vụn vỡ, uẩn khúc trong giọng hát. Thế nhưng chính Trang đã khẳng định cô thấy mình rung động khi nghe Uyên Linh hát. "Bài hát của em giờ đã thành Bài hát của Linh".
Trang chia sẻ lý do chọn Linh thể hiện: "Trang thích giọng hát của chị Uyên Linh từ những ngày chị còn tham gia cuộc thi Vietnam Idol. Khi viết "Bài hát của em", Trang đã nghĩ nếu chị Uyên Linh hát bài hát này của Trang thì sẽ thế nào nhỉ. May mắn của Trang, và có lẽ cũng là cái duyên nữa, Bài hát của em giờ đã trở thành Bài hát của Linh. Lần đầu nghe lại ca khúc ấy, Trang thấy mình rung động như một khán giả, đó là tất cả những gì Trang tưởng tượng ra khi trao bài hát này cho Uyên Linh".

### Đại lộ tan vỡ
"Đại lộ tan vỡ" là một sáng tác R&B của Phạm Hải Âu. Ngày 10 tháng 7 năm 2018, Uyên Linh đã phát hành nó như là đĩa đơn thứ ba. Đây chính là một trong số những ca khúc được yêu thích nhất trong album. Ngoài ra, bản demo do chính anh thể hiện đã được Phạm Hải Âu đăng tải lên Soundcloud.

### Xin giữ em cho hoàng hôn
"Xin giữ em cho hoàng hôn" là một ca khúc được nhạc sĩ Việt Anh sáng tác trong khoảng 2 năm (2015-2016) dành riêng cho Uyên Linh. Ca khúc đã được cô lần đầu tiên công bố biểu diễn trong liveshow Dòng sông lơ đãng (2016) của nhạc sĩ và giới thiệu chính thức để mở đường album. Uyên Linh chia sẻ: "Nghe bản demo anh Việt Anh gửi, Linh 'cảm' ngay. Đó lại là ca khúc chính anh ấy gửi gắm tâm sự chứ không phải bài đặt hàng. Nhạc của anh Việt Anh khiến mình thèm hát, hoặc phớt đời hoặc nồng nàn... hát nhạc anh ấy nên bằng những cách có duyên và có sự tình tứ. Linh dành cảm tình rất nhiều cho âm nhạc của Việt Anh"'.

### Trái tim mông lung
"Trái tim mông lung" là sáng tác của nhạc sĩ André Ngo, phần lời được viết bởi Phạm Toàn Thắng. Ca khúc kể xoay quanh những trăn trở về chuyện 'sai hay đúng' của trái tim. Khi xử lý ca khúc, Uyên Linh điều khiển để âm thanh tựa nhẹ vào cổ họng ở phần lớn chiều dài bài hát mang đến cảm giác thư thái, nhẹ nhàng cho người nghe. Đây cũng là một ca khúc được nhiều fan của cô nhắc đến.

### Biết đâu
"Biết đâu" là một ca khúc được sáng tác bởi Trang. Trước khi được mixing và mastering, cô đã nghiền ngẫm lại đĩa nhạc của chính mình nhiều lần. "Biết đâu" chính là ca khúc được Uyên Linh nghe nhiều nhất. "Sau bao nhiêu thứ ồn ào, màu sắc rất gọi mời thì đến cuối cùng người phụ nữ như mình lại nghe nhiều một bài hát đơn giản nhất – đó là "Biết đâu"".

### Khoảng trống
"Khoảng trống" là bài hát được sáng tác bởi nhạc sĩ Linh Lan. Nhạc sĩ Quốc Lâm và Lương Minh đã giới thiệu nó cho Uyên Linh. Ca khúc đã giành được giải "Bài hát của tháng" tại chương trình Bài hát Việt tháng 7 năm 2014. Nhạc sĩ chia sẻ: "Trong cuộc sống mỗi con người ai cũng có những khoảng trống trong tâm hồn nhưng hãy cứ nhìn nhận mọi thứ nhẹ nhàng chứ không nên sống triền miên trong những khoảng trống và nỗi đau."
Người quản lý của bạn Uyên Linh đã liên lạc để xin lại "Khoảng trống" cho cô ấy. Linh đồng ý ngay vì thấy rằng ca khúc phù hợp với giọng ca của bạn cô. Lâu sau đó, cô hỏi lại: "Chị thu xong chưa em nghe với?". Người đó lại khuyên cô nên thu âm. Uyên Linh sau đó nói chuyện với Linh Lan. Tác giả cũng nói rằng: "Thực ra thích Linh hát hơn. Mặc dù chất giọng Linh không phù hợp nhưng nó mang lại một góc nhìn mới cho Linh Lan". "Khoảng trống" cũng là một ca khúc đặc biệt trong album, vì mọi sự tập trung ban đầu khởi nguồn của Portrait là từ nó. "Khoảng trống là ca khúc đầu tiên tôi tìm thấy một cách tình cờ. Ban đầu Linh thấy đây không hẳn là ca khúc dành cho mình cả về quãng giọng và mọi thứ nên cứ xếp qua một bên. Sau đó, ca khúc đi một vòng với những giọng ca khác cuối cùng lại quay về với Linh và ở lần thứ tiếp xúc lại, "Khoảng trống" thực sự mang đến những xúc cảm mới và một album hình thành trong đầu Linh".
"Khoảng trống" sau đó được đưa lại vào album đầu tay của Linh Lan, Tính từ (2018).

### Nhớ anh
"Nhớ anh" là bài hát được sáng tác bởi Giáng Son. Ca khúc đã từng được Ngô Thanh Huyền thu âm trong đĩa đơn "Lặng thầm yêu".

### Có đôi khi
"Có đôi khi" là bài hát được sáng tác bởi Trần Nhật Hà. Ca khúc kể một câu chuyện về cô gái đầy tâm trạng khi muốn được yêu thương nhưng luôn sợ, e dè trước những điều xấu có thể xảy ra khi yêu. Ca khúc đã gây được ấn tượng mạnh tới nhạc sĩ Lưu Thiên Hương và giành giải "Bài hát của tháng", giúp chính Linh giành "Ca sĩ thể hiện hiệu quả nhất" tại chương trình Bài hát Việt tháng 2 năm 2014. Ngoài ra, "Có đôi khi" còn được biểu diễn trong chương trình Vietnam Idol: Thần tượng Âm nhạc Việt Nam mùa 6.

## Danh sách bài hát
Nguồn: Hãng phim Phương Nam.
| STT              | Nhan đề                    | Sáng tác                  | Hòa âm           | Thời lượng |
| ---------------- | -------------------------- | ------------------------- | ---------------- | ---------- |
| 1.               | "Mơ hoa hồng"              | Phạm Hải Âu               | Phạm Hải Âu      | 4:04       |
| 2.               | "Bài hát của em"           | Trang                     | Trang            | 3:47       |
| 3.               | "Đại lộ tan vỡ"            | Phạm Hải Âu               | Phạm Hải Âu      | 3:59       |
| 4.               | "Xin giữ em cho hoàng hôn" | Việt Anh                  | Hoài Sa          | 5:11       |
| 5.               | "Trái tim mông lung"       | André Ngo Phạm Toàn Thắng | André Ngo        | 3:37       |
| 6.               | "Biết đâu"                 | Trang                     | Trang            | 4:18       |
| 7.               | "Khoảng trống"             | Linh Lan                  | Ngô Minh Hoàng   | 3:34       |
| 8.               | "Nhớ anh"                  | Giáng Son                 | Dũng dAlAt       | 3:32       |
| 9.               | "Có đôi khi"               | Trần Nhật Hà              | Hoàng Anh Minh   | 4:29       |
| Tổng thời lượng: | Tổng thời lượng:           | Tổng thời lượng:          | Tổng thời lượng: | 36:33      |

## Thành phần tham gia sản xuất
| Ê-kíp sản xuất - Sản xuất: Uyên Linh - Mixing: Nguyễn Duy Bình, André Ngo - Mastering: Đức Trí - Kỹ sư: Nguyễn Duy Bình - Thu âm: MPU Studio, Vietvision Studio - Hòa âm: Phạm Hải Âu (1, 3), Trang (2, 6), Hoài Sa (4), André Ngo (5), Ngô Minh Hoàng (7), Dũng dAlAt (8), Hoàng Anh Minh (9) | Thiết kế nghệ thuật - Nhiếp ảnh gia: Tuan Fr, thực hiện tại The Bluffs Ho Tram Strip - Thiết kế: Xuân Phan - Nhà thiết kế: Hà Duy - Trang điểm & làm tóc: Bi Nguyễn, Tường Bale Các nghệ sĩ khác - Phạm Hải Âu, Trang, Việt Anh, André Ngo, Phạm Toàn Thắng, Linh Lan, Giáng Son và Trần Nhật Hà – sáng tác |

## Xếp hạng
| Bảng xếp hạng | Vị trí cao nhất |
| ------------- | --------------- |
| iTunes        | 1               |
| Nhaccuatui    | 1               |

## Video âm nhạc
MV "Bài hát của em" được phát hành vào ngày 4 tháng 11 năm 2017, là một hành trình lựa chọn, từ bỏ những điều cũ để làm mới chính mình. Bối cảnh là một nhà hát cũ bỏ hoang, những vật dụng: "kho nhạc cụ cũ", "giấy nhạc đã ố màu", "hành lang", "khán phòng" với "hàng ghế dài không người". Trong không gian hoài niệm, những cảm xúc được thể hiện như một tưởng niệm và là lời tạm biệt với những hình ảnh cũ quen thuộc. Kết thúc, Uyên Linh mở cánh cửa nhà hát và bước vào vùng ánh sáng, thấy rõ một sự lựa chọn mới, một hành trình mới của bản thân.
| Ê-kíp sản xuất - Sản xuất: Ngô Đài Trang - Giám đốc sản xuất: Đỗ Phương Trang - Trợ lí sản xuất: Phạm Lê Dung và Hồng Nguyễn - Kịch bản và đạo diễn: Đỗ Như Trang - Trợ lí đạo diễn: Hoài Nam - Đạo diễn hình ảnh: Hải Nguyễn Đức - Chỉnh nét: Minh Nhí | - Thiết bị ánh sáng: Cine Hanoi - Thiết kế sản xuất: Kelly Hoàng - Dựng cảnh: Trần Vũ, Phạm Đức Cường, Nguyễn Văn Dũng và Nguyễn Hồng Phát - Hoá trang: Nam Trung - Tạo mẫu tóc: Bình Minh - Dựng phim: Đăng Duy - Kĩ xảo: Panda Po - Storyboard: Trung Nguyễn |

MV "Đại lộ tan vỡ" được phát hành vào ngày 10 tháng 7 năm 2018, là những giờ phút cuối cùng của một đôi tình nhân. Khi tình cảm cạn kiệt, họ quyết định thực hiện chuyến du lịch cuối trước khi giải thoát cho nhau. Lấy cảm hứng từ các thước phim nổi tiếng của Vương Gia Vệ như Tâm trạng khi yêu, Xuân quang xạ tiết,... Ý tưởng về hành trình vô định của một cặp tình nhân được khởi nguồn từ bộ phim Blue Valentine của Derek Cianfrance. MV đã khắc họa những lát cắt của cảm xúc và dùng nhiều hình ảnh mang tính biểu tượng để gợi cảm giác về sự tan vỡ. Cặp tình nhân trong những hoạt động hàng ngày như bao cặp đôi khác: "picnic", "nhảy", "lái xe". Tuy nhiên họ không còn cảm giác mặn nồng mà chỉ có sự gượng gạo, phai nhạt.
| Ê-kíp sản xuất - Đạo diễn: Hoàng Thành Đồng và Ba Huong - Quay phim: Hà Hoàng - Sản xuất: Linh Vũ Nguyễn - Gaffer: Nguyễn Đức Hải và Tình bạn - Trợ lý Sản xuất: Cương Vũ và Trà My - Trợ lý máy quay: Tân No và Dao Anh - Kịch bản: Emthong - Dựng phim: Daniel | - Màu: Katherine Khánh Nguyễn - Thiết bị máy quay: Cine HaHoi - Thiết bị đèn: HNLens - Hình hậu trường: Nguyen DL - Địa điểm: Đà Lạt và Phan Rang - Diễn viên: Trương Thanh Long - Trang điểm và tạo mẫu tóc: Tùng Châu - Tạo mẫu: Daoonclouds - Trang phục: Subtle and Simple, Wephobia, Keybee, Jode và Trương Thanh Long |

MV "Khoảng trống" được phát hành vào ngày 8 tháng 8 năm 2018. Nam Trung chia sẻ: "Đây không phải là một mv 'xôi thịt' với những thứ đã quen thuộc về câu chuyện, sự lên gân lên cốt, nó đơn giản chỉ là cảm xúc, là sự buông lỏng cơ thể chạy theo những cảm xúc bất định, những 'khoảng trống' mà trong ai cũng có."
| Ê-kíp sản xuất - Sản xuất: Zorba Production - Chịu trách nhiệm sản xuất: Ka Nguyễn - Đạo diễn: Lâm Đạo Đạo - Kịch bản: Lâm Đạo Đạo - Đạo diễn hình ảnh: Anh Bế - Quản lý sản xuất: Tân Dương - Trợ lý đạo diễn: Phạm Lê Hải | - Chỉ đạo nghệ thuật: Nam Trung - Quay phim: Anh Bế - Dựng phim: VKT Studio - Màu: Vũ Khắc Tuận - Trang điểm và tạo mẫu tóc: Nam Trung Academy - Tạo hình: Tô Quốc Sơn - BTS Photography: Move Studio - Địa điểm: JW Marriott Phu Quoc Emerald Bay |

## Tranh cãi vụ việc gọi Taylor Swift là 'con rắn hao giai'
– Uyên Linh đáp trả về scandal
Trong sáng ngày 16 tháng 11 năm 2017, sau khi được bán ra trên iTunes Việt Nam từ lúc 0h, album Portrait nhanh chóng đạt vị trí số 1 những album bán chạy nhất và 4 ca khúc đều lọt vào top "10 ca khúc được mua nhiều nhất". Khi khoe thành tích này trên trang cá nhân, Uyên Linh viết: "Có trên iTunes rồi các mẹ ơi! Có quốc gia nào trên quả địa cầu này chưa bước qua ngày 16 không? Thấy hình như Top 1... dù sao thấy đứng trước con 'rắn hao giai' kia là thấy vui rồi". Kèm theo đó là bức ảnh chụp bảng xếp hạng, Portrait đứng #1, album Reputation của Taylor Swift đứng #2. Hành động đã tạo sự chú ý lớn của cộng đồng mạng, nhiều fan của Swift tức giận. Thậm chí, họ vào trang cá nhân của Uyên Linh và để lại những bình luận ác ý. Nhiều khán giả cho rằng, bìa đĩa của Uyên Linh có nét tương đồng so với album Settle của Disclosure. Ngoài ra, họ cũng chấm điểm và để lại những bình luận tiêu cực cho Portrait trên iTunes.
Sau đó trong buổi offline, Uyên Linh đã quyết định lên tiếng để trần tình về vụ việc. Cô thẳng thắn chia sẻ và giải thích lý do gọi Taylor là 'con rắn hao giai'. Cô chỉ muốn 'khoe' thành tích bằng một lời nói vui. Vốn dĩ rất hâm mộ Taylor Swift nên mới có cách nói như vậy. "Sinh năm 1989 tức là tuổi rắn, mà cô ấy còn yêu toàn những anh đẹp trai và có nhiều sáng tác hay cho khán giả nghe. Ý tôi chỉ có vậy thôi". Trong một lần phỏng vấn với Zing, Linh so sánh số người yêu của cô lên tới 10 tương đương với số người mà Taylor Swift từng hẹn hò và công khai.

## Phát hành và đón nhận của công chúng
Portrait ra mắt trong giai đoạn bùng nổ đĩa đơn và video âm nhạc đầu tư, số lượng của nó được phát hành hạn chế với 2000 đĩa. Vấn đề này đã được giải thích rằng cô muốn tập trung về mảng kỹ thuật số. Nhưng sau đó đĩa nhạc đã được in tiếp 1.500 bản. Album đã được giới thiệu trên chương trình Chuyển động 24h của VTV. Ngay sau khi phát hành, Portrait giữ vị trí #1 suốt hai tuần liên tiếp tại Bảng xếp hạng playlist Việt Nam của Nhaccuatui. Ngoài ra, Linh còn có đêm nhạc riêng tại phòng trà We, Thành phố Hồ Chí Minh ngày 17 tháng 11 và phòng trà Swing, Hà Nội ngày 19 tháng 11 năm 2014 để quảng bá cho album. Cô cũng đã trình diễn "Bài hát của em" và "Biết đâu" trong concert Bài hát cho nhau của Trang.
Album đã được đề cử hạng mục "Album của năm" tại giải Cống hiến năm 2018. Đã có một cuộc bàn luận sôi nổi giữa các album được đề cử. Chủ yếu là những nhận xét tích cực. Họ đánh giá Portrait là một đĩa nhạc văn minh nhưng chưa phác họa được chân dung của chính ca sĩ. Phần thể hiện không còn 'loay hoay' trong phòng thu mà tự do trong những đoạn ngân nga hay luyến láy mang độ khó của tác phẩm.
Nhạc sĩ Giáng Son đánh giá: "Con người Uyên Linh hòa quyện giữa sự dữ dội, mãnh liệt và những khoảng lặng tinh tế. Cách phiêu của cô ấy uyển chuyển, tình tứ, bắt tai, rất hợp với Jazz và R&B". Ca sĩ Hakoota Dũng Hà cho rằng "Đại lộ tan vỡ" khiến anh liên tưởng đến "Warwick Avenue" của Duffy. Hai bài đều mang âm hưởng jazz và dùng hình ảnh 'đại lộ' ẩn dụ cho những ngã rẽ của một cuộc tình. Lời của Duffy chứa sự yếu mềm: "Đây là lần cuối cùng em rời xa anh... Em muốn được tự do, anh chỉ đang làm khổ em". Uyên Linh mạnh mẽ, dứt khoát khi đối mặt cuộc tình đã qua: "Từng sảy chân trong những lần yếu đuối/ Nhưng giờ đây là một lần cuối/ Em sẵn sàng ném tình cảm qua ô cửa". "Đại lộ tan vỡ" và "Mơ hoa hồng" là hai ca khúc khiến nhạc sĩ Tú Dưa thích thú, bất ngờ. "Bản phối đẹp, ca từ ý nghĩa và giọng hát ngọt ngào của Linh dễ gây nghiện" hay "Portrait là album có sự đầu tư về âm nhạc, mang hơi thở hiện đại nhưng không làm mất đi 'cái hồn' của Linh. Trong bối cảnh nhạc trực tuyến lấn át thị trường băng đĩa truyền thống, những sản phẩm chất lượng như Portrait xứng đáng nhận được sự tán dương từ công chúng".
Báo chí đã đưa ra những cái nhìn xung quanh đĩa nhạc, họ thấy rằng cô không còn bị ảnh hưởng bởi những cái bóng của các danh ca nhạc nhẹ Việt Nam, chủ yếu họ khen ngợi lối hát của cô. Ngoài ra, Vietnamplus đã chọn nó vào danh sách "7 album hay nhất V-Pop 2017".